# Samsung Galaxy Note II

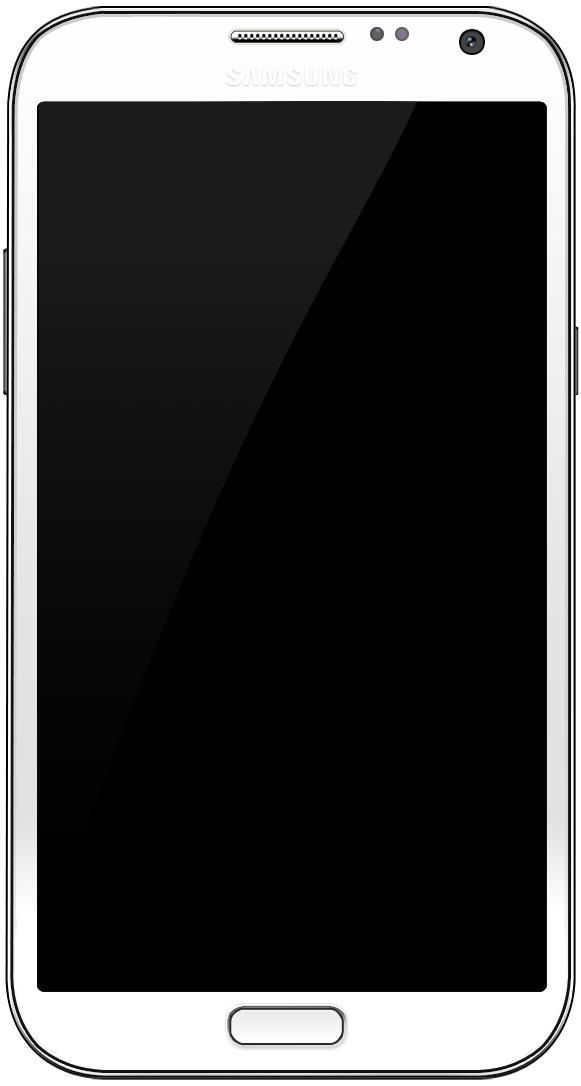

Samsung Galaxy Note II este un smartphone Android phablet. Anunțat la 29 august 2012 și lansat la sfârșitul anului 2012, Galaxy Note II este un succesor al lui Galaxy Note, care încorporează funcționalitate îmbunătățită stylus, un ecran de 5,5 inch (140 mm), și un design hardware actualizat față de Galaxy S II și III.